# Enmebaragesi
Enmebaragesi (detto anche Me-Baragesi, En-Men-Barage-Si, Enmebaragisi; ... – intorno al 2680 a.C.) è stato il ventiduesimo e penultimo re di Kish.
È uno dei primi re sumeri di cui sia stata accertata la storicità grazie ai reperti archeologici (viene citato in due frammenti di vasi in alabastro trovati a Nippur).
Fu il successore di Iltasadum. La lista dei re sumeri gli assegna 900 anni di regno. I testi che parlano di lui lo indicano come conquistatore dell'Elam e costruttore del tempio di Enlil a Nippur (quest'ultimo riferimento è contenuto nelle Cronache di Tummal). Sarebbe stato catturato dal predecessore di Gilgamesh, Dumuzi. Gli succedette intorno al 2680 a.C. il figlio Agga. Il suo nome è accennato nell'epopea di Gilgamesh.
Da altri testi si deduce che potrebbe essere stato ancora re quando l'egemonia passò da Kish a Uruk e che abbia combattuto contro lo stesso Gilgamesh.

## Cronologia
| predecessore: Iltasadum | I Dinastia di Kish ? - 2680 a.C. | successore: Agga |